# Unibrejk

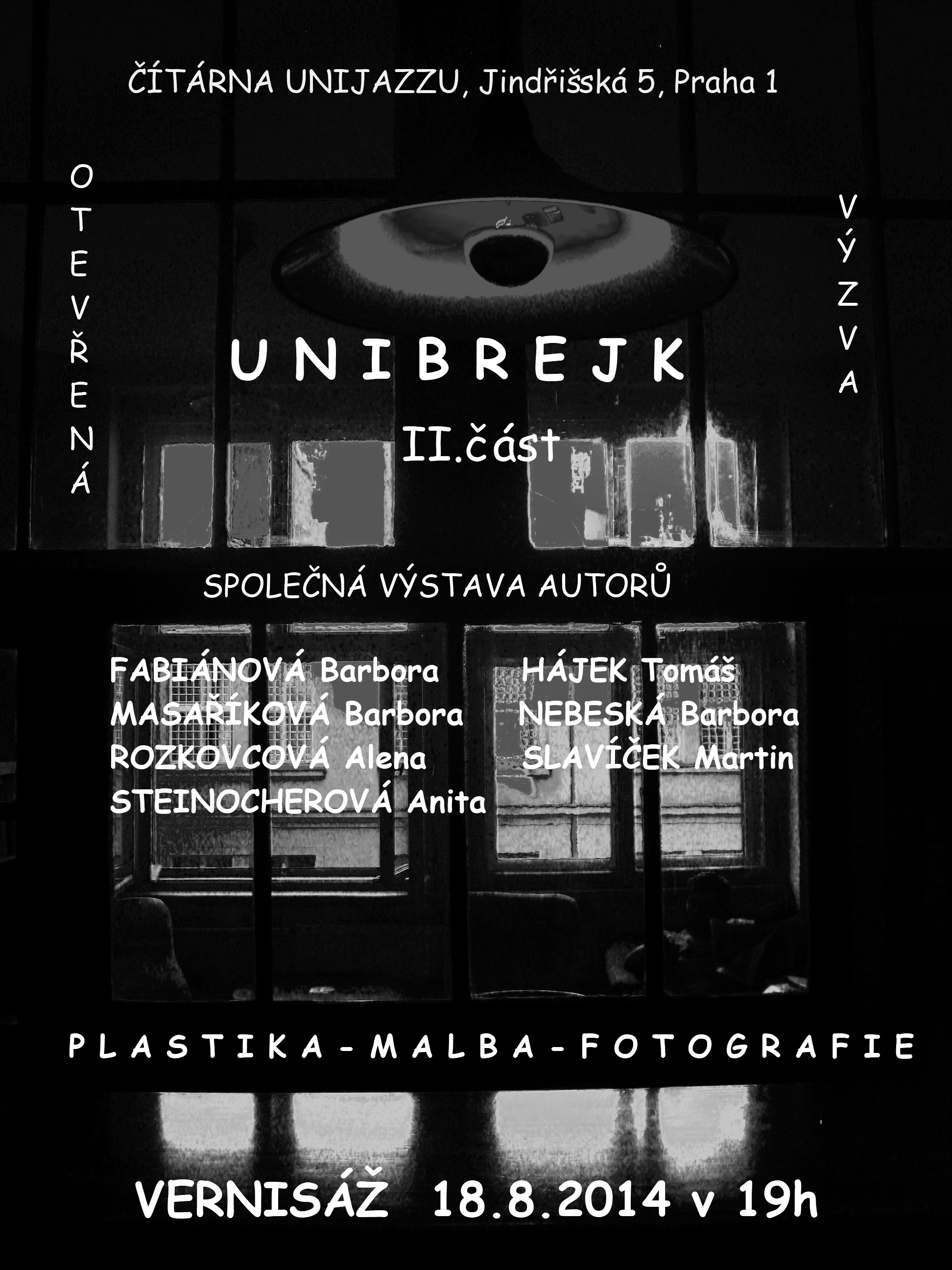
Plakát prvního ročníku Unibrejku z roku 2014

Unibrejk jsou letní výstavy čítárny Unijazzu organizované kurátorkou Markétou Lamoš. Autoři nezávislé výtvarné scény posílají návrhy svých prací tematicky i prostorově vhodných pro čítárnu Unijazzu. M. Lamoš vybírá z navržených prací finální soubor. Na vernisážích vystupují hudební skupiny, literáti a performeři napojení na Unijazz. Výstavy doposud probíhaly v ikonickém prostoru čítárny Unijazzu v Jindřišské ulici 5 Praha 1, Jindřišská pasáž II – 4 patro. Prostor je od roku 2019 uzavřen a čítárna se stěhuje.

## Proběhlé výstavy

### I. Unibrejk červenec + srpen 2014
Tomáš Hájek – objekt, Barbora Masaříková, Barbora Fabiánová – fotografie, Alena Rozkovcová, Anita Steinocherová, Barbora Nebeská, Martin Slavíček
Iveta Klusoňová, Barbora Lepší, Dan Pazdírek, Petra Skopalová

### II. Unibrejk červenec 2015
Chaos (C)mpany, Lukáš Reese, František Bukeš - malba, Alina Popa, Pavel Matoušek,
Marie Gaurová, Zuzana Vápeníková, Jiří Irvis, Eliška Havlíková, Primus

### III. Unibrejk srpen 2016
Cristian del Risco, Natálie Fišerová, Václav Holohlavský, Jaisamut Kitipong, Petr Janoch, Jindřiška Netrestová, Patrik Pekař, Ondřej Pospíšil, Eva Stříbrská, David Šimon
Performanci provedla Jana Orlová

### IV. Unibrejk srpen 2017
Tomáš Hájek - grafika, Miroslav Janošík - fotografie, Barbora Honysová - kresba, Anna Irmanovová - malba, Šárka Kolouchová, Michal Kořán, Zuzana Macková, Eva Studená
V doprovodném festivalovém programu diváci vyslechli kapelu Natáhni kopyta, ukázku poesie Heleny Niklausové a shlédli divadelní aktovku Jindřišky Netrestové.

### V. Unibrejk 2018
Karolína Genzová – modrý cyklus koláží, Pavel Hora – cyklus grafik, Lukáš Detail Černoch – malba, Jan Vojtěch – malba, Filip Buryán – černobílá fotografie, Milan Buchta – černobílá kresba architektury, Jean F. Bertry – kresby aktů
Program vernisáže Oxana Gogol